# Handball Sport Verein Hamburg
L'Handball Sport Verein Hamburg, conegut internacionalment com HSV Hamburg, és un club d'handbol alemany de la ciutat d'Hamburg, fundat el 1999. Actualment competeix a la 1a Divisió de la Bundesliga alemanya. El seu primer gran títol fou la Copa alemanya de 2006, mentre que a nivell internacional aconseguí guanyar la Recopa d'Europa d'handbol de 2007, derrotant l'Ademar León a la final i la Copa d'Europa d'handbol l'any 2013 davant el FC Barcelona.

## Palmarès
- 1 Copa d'Europa: 2013
- 1 Recopa d'Europa: 2007
- 2 Copa alemanya: 2006 i 2010
- 2 Supercopes alemanyes: 2004 i 2006